# Baia de Aramă
Baia de Aramă este un oraș în județul Mehedinți, Oltenia, România, format din localitatea componentă Baia de Aramă (reședința), și din satele Bratilovu, Brebina, Dealu Mare, Mărășești, Negoești, Pistrița, Stănești și Titerlești. Are o populație de 5.617 locuitori. Râul Brebina străbate acest vechi târgușor mehedințean, în zonă existând o mulțime de ruine dacice, semn că regiunea a fost intens locuită de daci. Astăzi însă, natura și-a reintrat în drepturi. Altădată, aici erau mine de cupru, dar acum localitatea prezintă mai mult interes agro-turistic, fiind situată în apropierea multor obiective turistice montane.

## Istorie
La Baia de Aramă din zonă, de la Bratilov, Mircea cel Bătrân a adus meșteri sași, precum Ciop Hanoș. Roțile pe care acesta le amenajase aici, înainte de 1392, sunt pomenite în mai multe acte. Baia de Aramă a fost sat și nu a devenit târg decât din secolul al XVII-lea.
Așezarea se afla pe marele drum de sub munte ce traversa Țara Românească. De la Râmnic și Ocna Mare, drumul pornea spre Târgul Jiului și Severin, trecând prin Polovragi, Târgul Gilort și Baia de Aramă, fiind utilizat și de negustorii sibieni. La jumătatea secolului al XVII-lea, această rută a fost folosită de Paul de Alep și patriarhul Macarie al Antiohiei în călătoria lor pe la mănăstirile din Țara Românească.

## Geografie

### Așezare geografică
Baia de Aramă este situată în partea de nord-vest a Olteniei, în Podișul Mehedinți.
Paralela 45 nord trece prin această localitate.
Se adăpostește într-o depresiune mică, fiind înconjurată de dealurile Dochiciu, Dealul-Mare și Cornet. Tot de Baia de Aramă aparțin și localitățile învecinate: Brebina, Titerlești, Bratilovu, Mărășești, Stănești.
Carstul este presărat de un mare număr de peșteri binecunoscute prin comorile lor de frumuseți: Bulba, Cloșani, Ponoarele, Izverna.
Pădurile sunt populate de animale sălbatice: vulpea, căprioara, țapul, iepurele, veverița, viezurele, porcul mistreț și chiar lupul sau ursul. Dintre rarități menționăm: vipera cu corn (vipera ammodites), scorpionul (euscorpius carpathiann), broasca țestoasă (testudo hermani) și o serie de șopârle.

### Râul Bulba

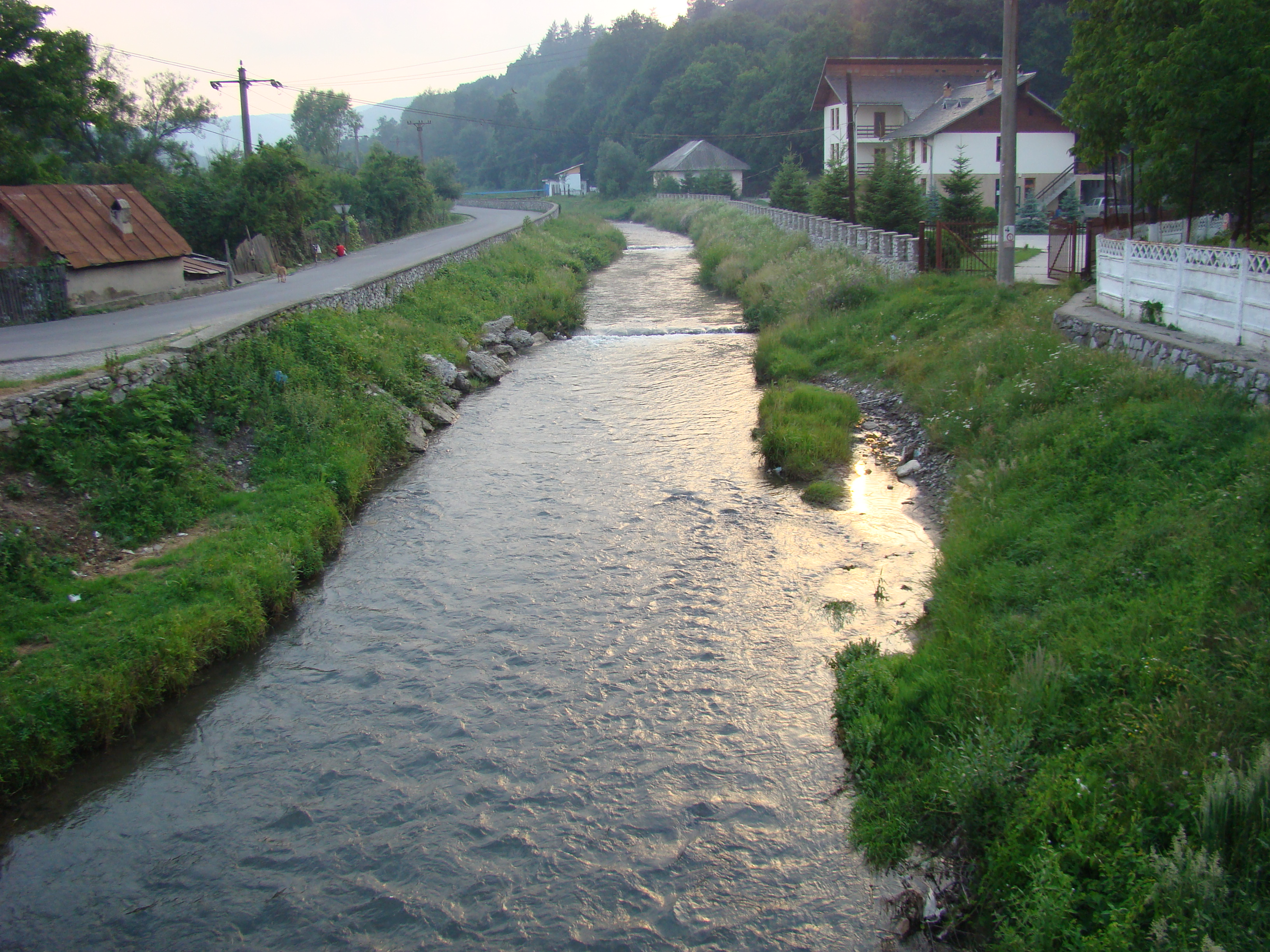
Râul Bulba în Baia de Aramă

Alături de păduri și pășuni, apele sunt  o bogăție deosebită. Orașul este străbătut de râul Bulba care izvorăște din peștera cu același nume aflată în legătură cu Peștera Ponoarele prin care se scurge apa lacului Zătoni.
Debitul râului este sporit de numărul mare al izvoarelor care îl alimentează, dintre care cel mai cunoscut este Bolborosul, care țâșnește la poala Cornetului de la baza unei stânci. Denumirea sugerează forța cu care izvorul țășnește bolborosind într-o limbă rece și cristalină a frumuseții nealterate de trecerea timpului.
Aici, la Bolboros, se organizau mai ales în zilele călduroase de vară ieșiri la iarbă verde și petreceri cu lăutari până noaptea târziu. Cu toate că asemenea petreceri sunt tot mai rare în ultimul timp, Bolborosul rămâne un loc fermecător care îi așteaptă pe cei setoși de frumusețe.
Apele izvorului au fost captate pentru o păstrăvărie aflată în administrarea Ocolului Silvic din Baia de Aramă. Ceva mai jos se află un alt izvor care a fost captat și adus până în fața bisericii și a școlii, unde țâșnește într-o fântănă aspectuos construită cu douăsprezece guri, o adevărată risipă de bogăție.

## Demografie
Componența etnică a orașului Baia de Aramă
     Români (80,13%)
     Romi (7,26%)
     Alte etnii (0,04%)
     Necunoscută (12,57%)
Componența confesională a orașului Baia de Aramă
     Ortodocși (81,67%)
     Baptiști (4,02%)
     Alte religii (1,47%)
     Necunoscută (12,84%)
Conform recensământului efectuat în 2021, populația orașului Baia de Aramă se ridică la 4.478 de locuitori, în scădere față de recensământul anterior din 2011, când fuseseră înregistrați 5.349 de locuitori. Majoritatea locuitorilor sunt români (80,13%), cu o minoritate de romi (7,26%), iar pentru 12,57% nu se cunoaște apartenența etnică. Din punct de vedere confesional, majoritatea locuitorilor sunt ortodocși (81,67%), cu o minoritate de baptiști (4,02%), iar pentru 12,84% nu se cunoaște apartenența confesională.
01000200030004000500060001912193019481977199220022011populațiePopulația istorică din Baia de Aramă
Date: Recensăminte sau birourile de statistică - grafică realizată de Wikipedia

## Politică și administrație
Orașul Baia de Aramă este administrat de un primar și un consiliu local compus din 15 consilieri. Primarul, Ilie-Ion Tudorescu[*], de la Partidul Social Democrat, este în funcție din octombrie 2020. Începând cu alegerile locale din 2024, consiliul local are următoarea componență pe partide politice:
|  | Partid                          | Consilieri | Componența Consiliului | Componența Consiliului | Componența Consiliului | Componența Consiliului | Componența Consiliului | Componența Consiliului | Componența Consiliului |
|  | ------------------------------- | ---------- | ---------------------- | ---------------------- | ---------------------- | ---------------------- | ---------------------- | ---------------------- | ---------------------- |
|  | Partidul Social Democrat        | 7          |                        |                        |                        |                        |                        |                        |                        |
|  | Partidul Național Liberal       | 5          |                        |                        |                        |                        |                        |                        |                        |
|  | Alianța pentru Unirea Românilor | 2          |                        |                        |                        |                        |                        |                        |                        |
|  | Alianța Dreapta Unită           | 1          |                        |                        |                        |                        |                        |                        |                        |

## Personalități născute aici
- Ipolit Strâmbu (1871 - 1934), pictor, profesor de arte la Școala de Arte Frumoase din București;
- State Baloșin (1885 - 1953), arhitect, diplomat;
- Ion Sârbu (1887 - 1947), actor;
- Romulus Raicu (n. 1945), deputat în Parlamentul României în perioada 1996 - 2000;
- Nina Predescu (n. 1963), solistă de muzică populară;
- Doru Buzducea (n. 1972), profesor universitar;
- Olguța Berbec (n. 1984), solistă de muzică populară.

## Vezi și
- Biserica de lemn din Pistrița
- Biserica de lemn din Brebina
- Biserica de lemn din Negoiești
- Biserica de lemn din Titerlești
- Monumentul lui Tudor Vladimirescu din Baia de Aramă
- Domogled - Valea Cernei (sit SPA)
- Platoul Mehedinți (sit de importanță comunitară)
- Râul Motru (sit de importanță comunitară)

## Imagini

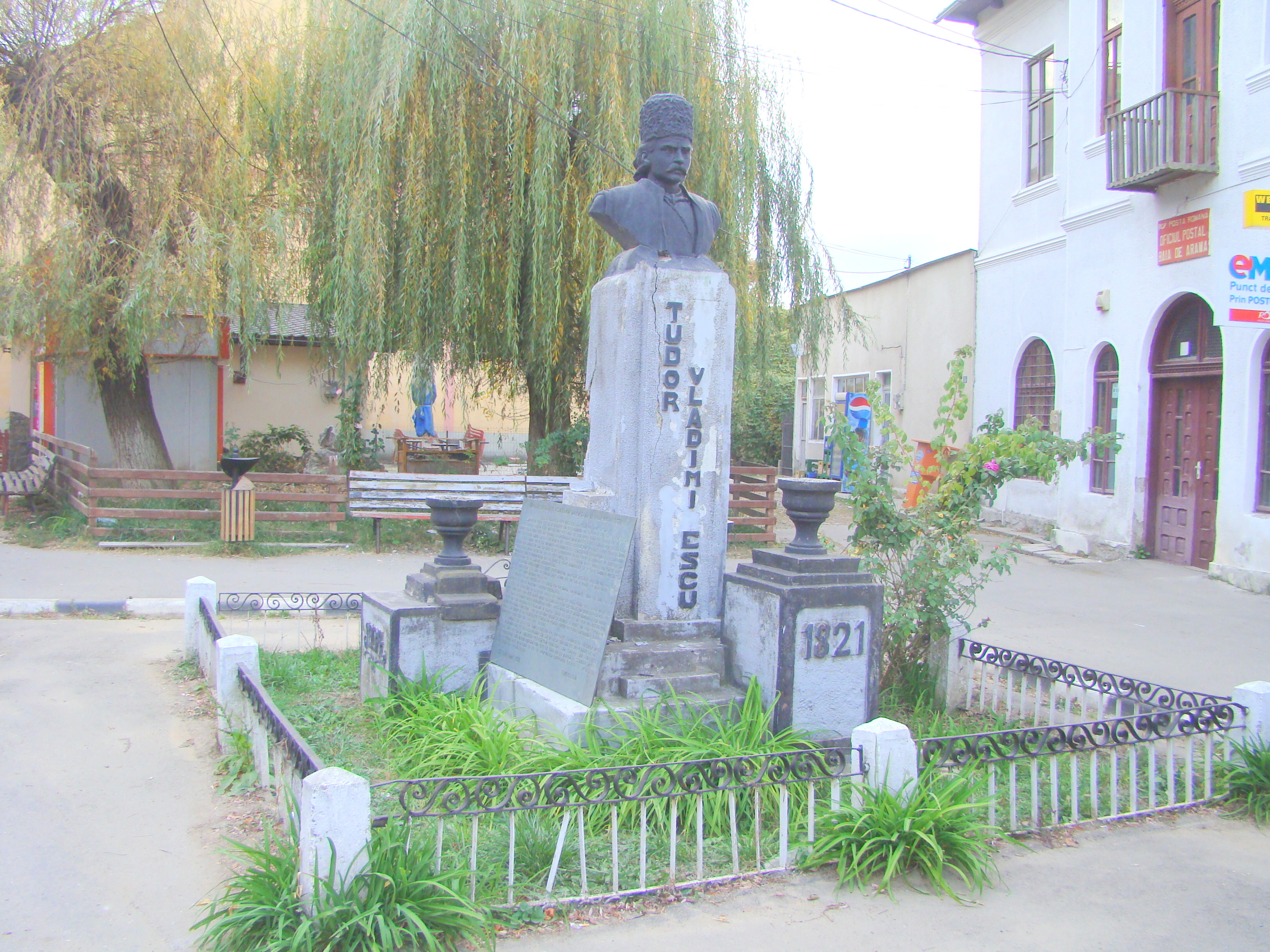
Monumentul lui Tudor Vladimirescu (monument istoric)
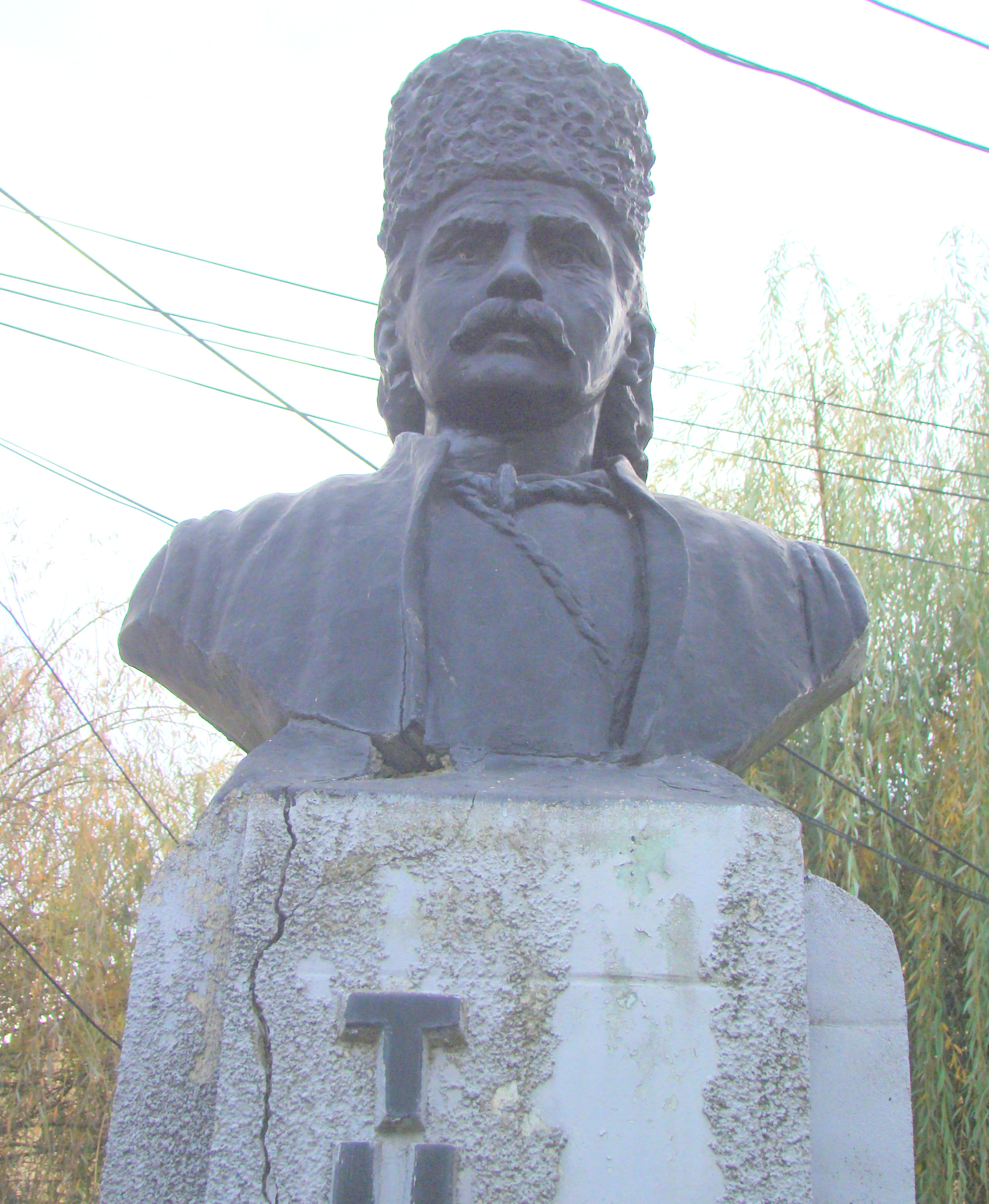
Monumentul lui Tudor Vladimirescu (detaliu)
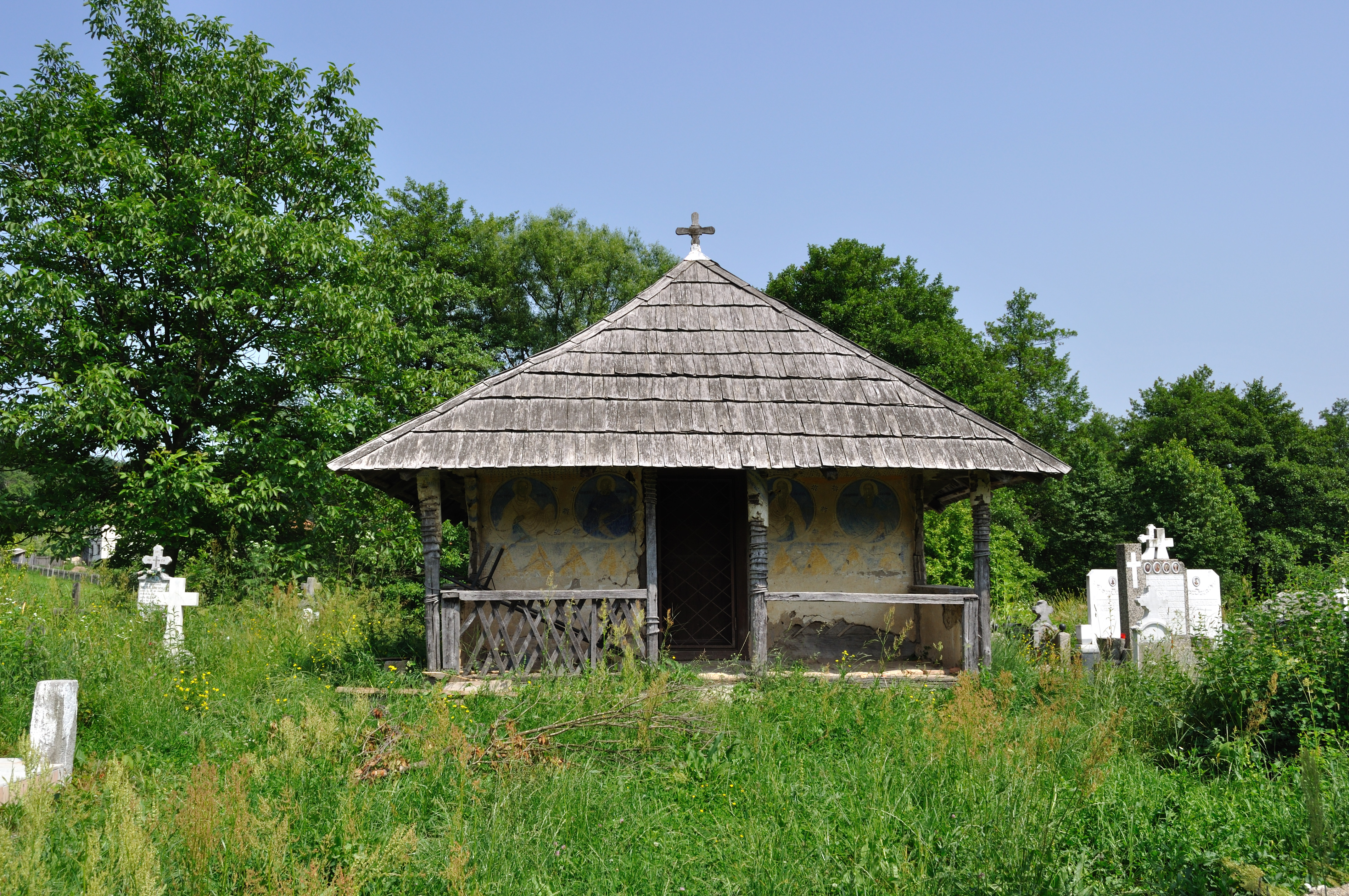
Biserica de lemn din satul aparținător Brebina (monument istoric)
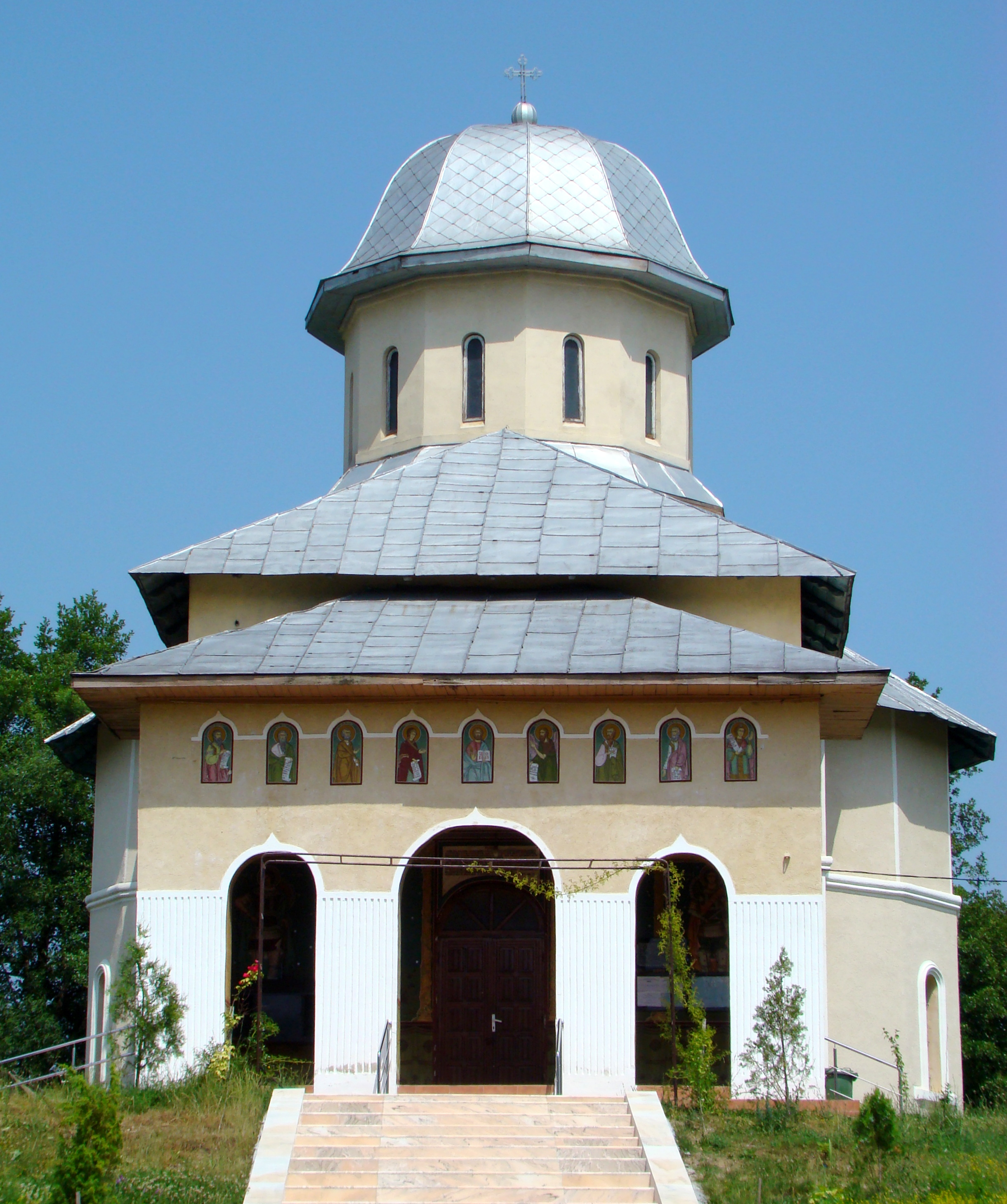
Biserica cu hramurile „Sfinții Apostoli Petru și Pavel” și „Sfântul Mare Mucenic Dimitrie” din satul aparținător Brebina
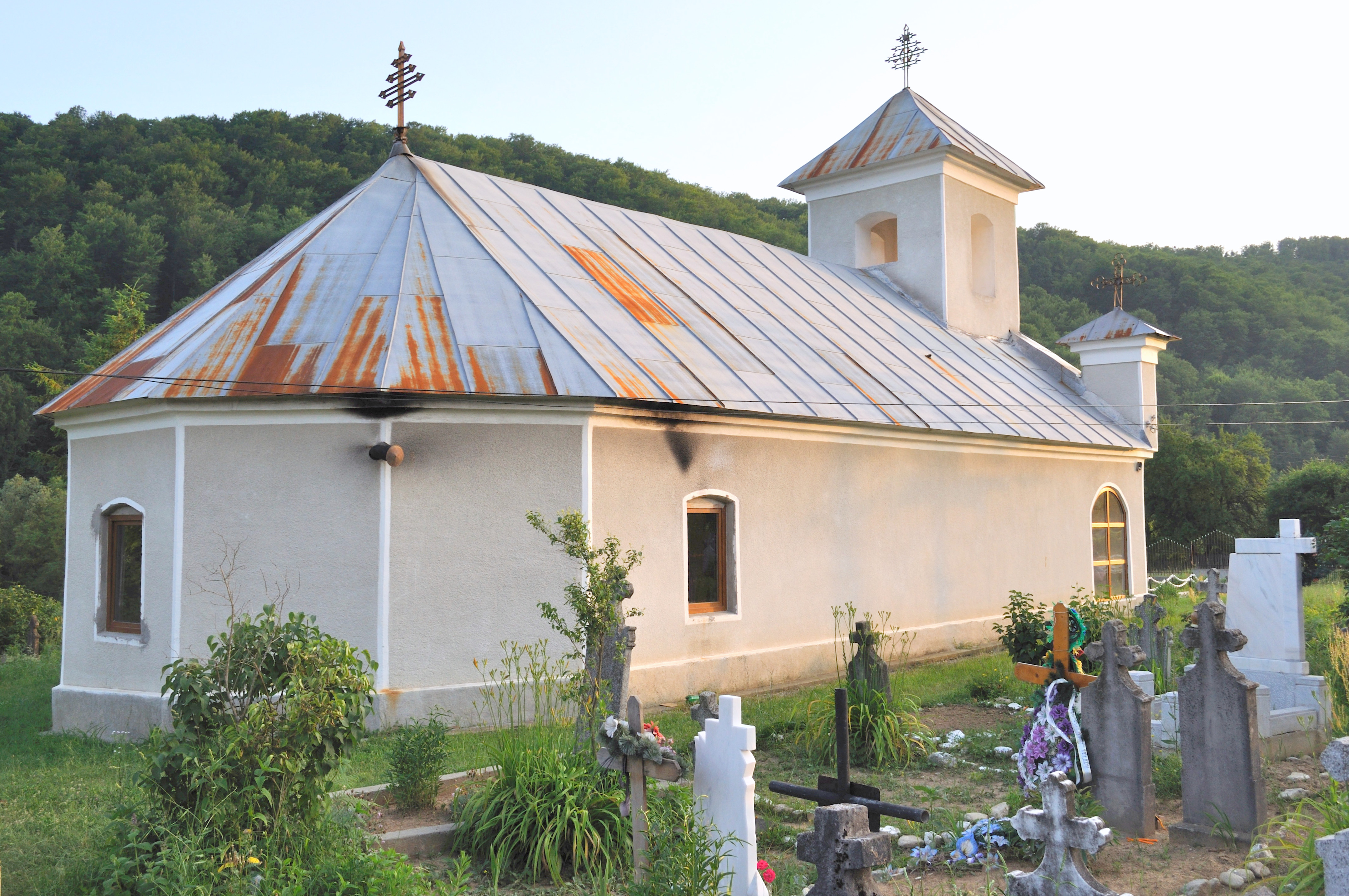
Biserica din satul aparținător Titerlești (monument istoric)
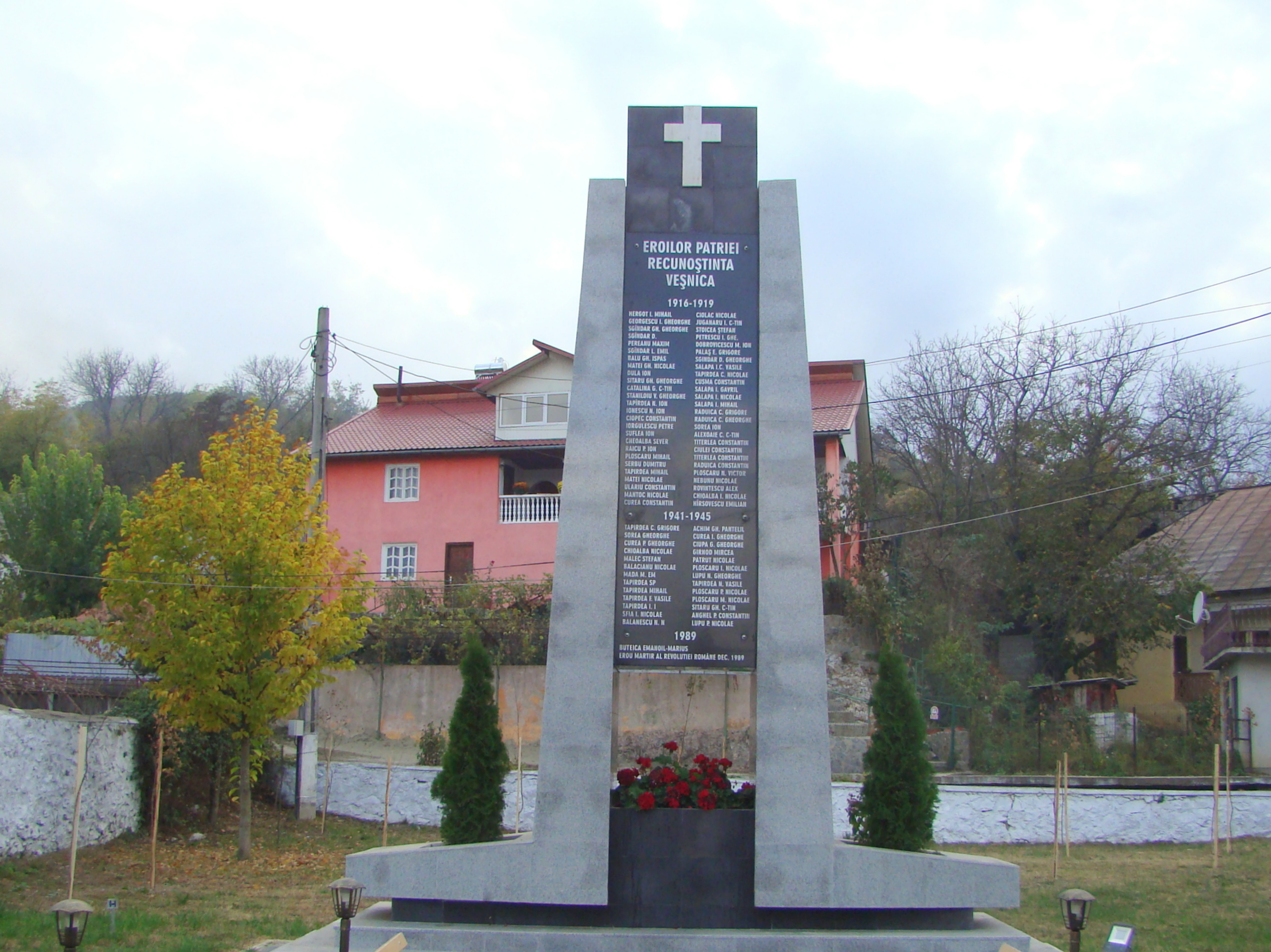
Monumentul eroilor
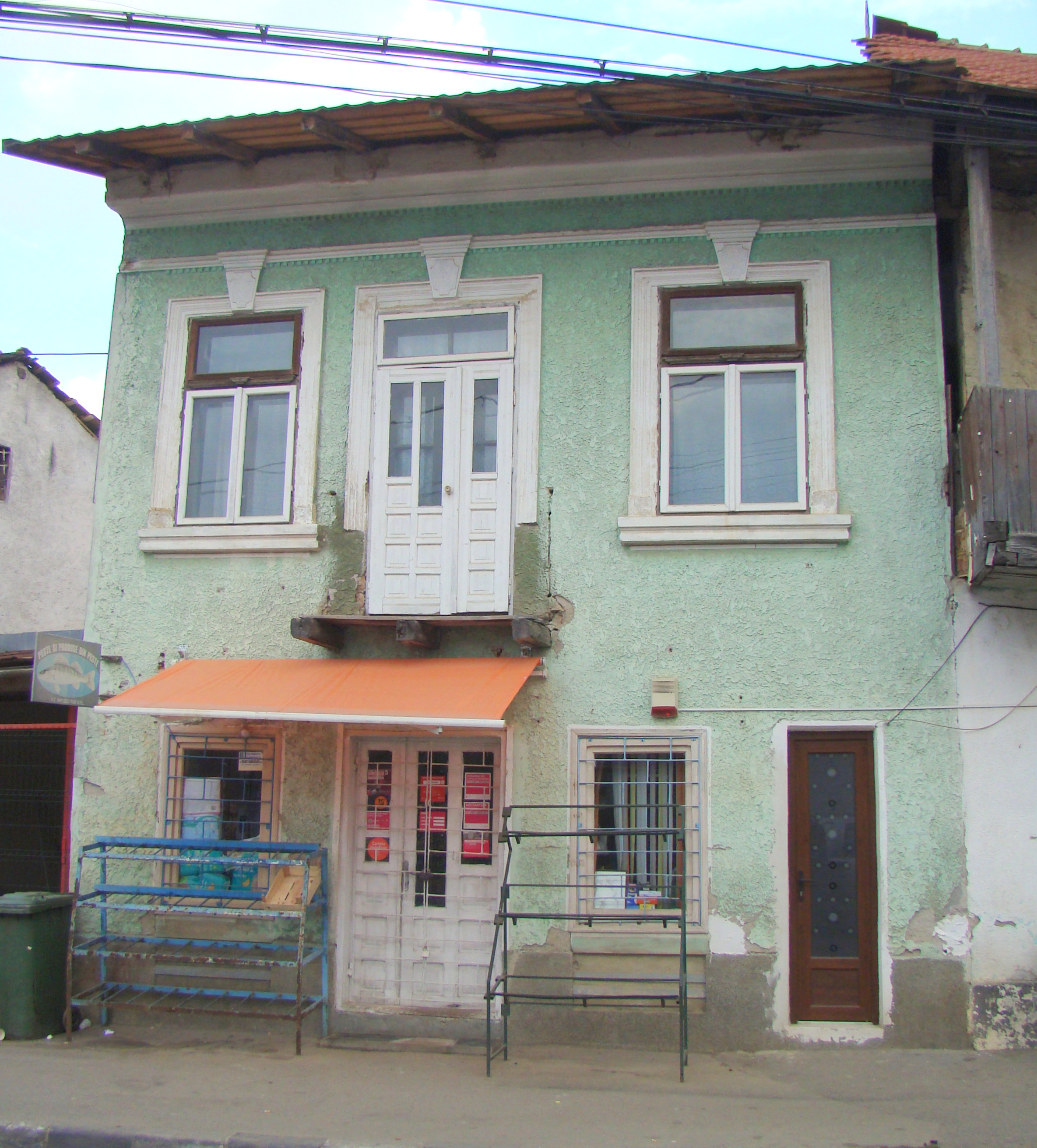
Casă, str.Republicii nr.3 (monument istoric)
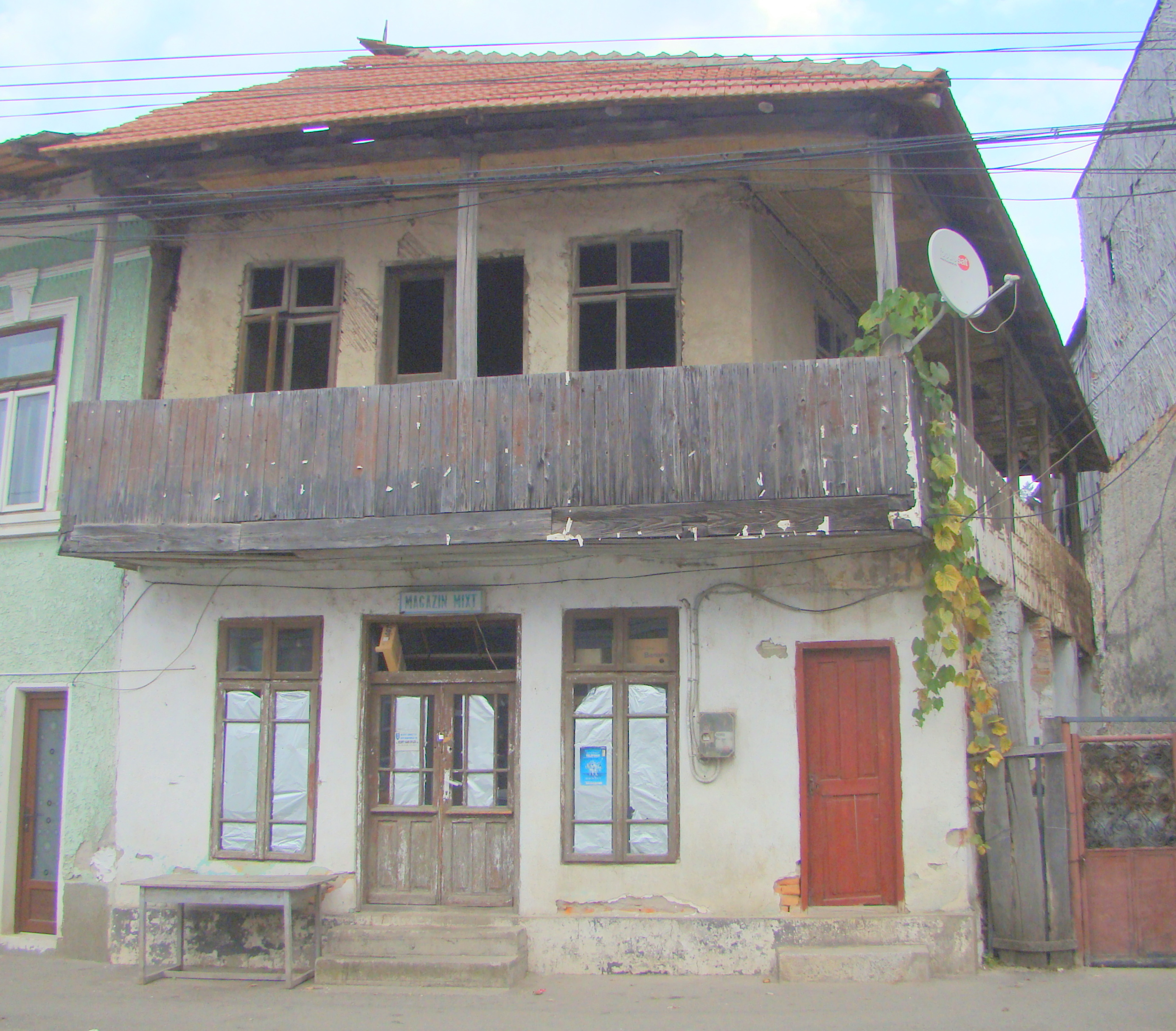
Casă, str.Republicii nr.5 (monument istoric)
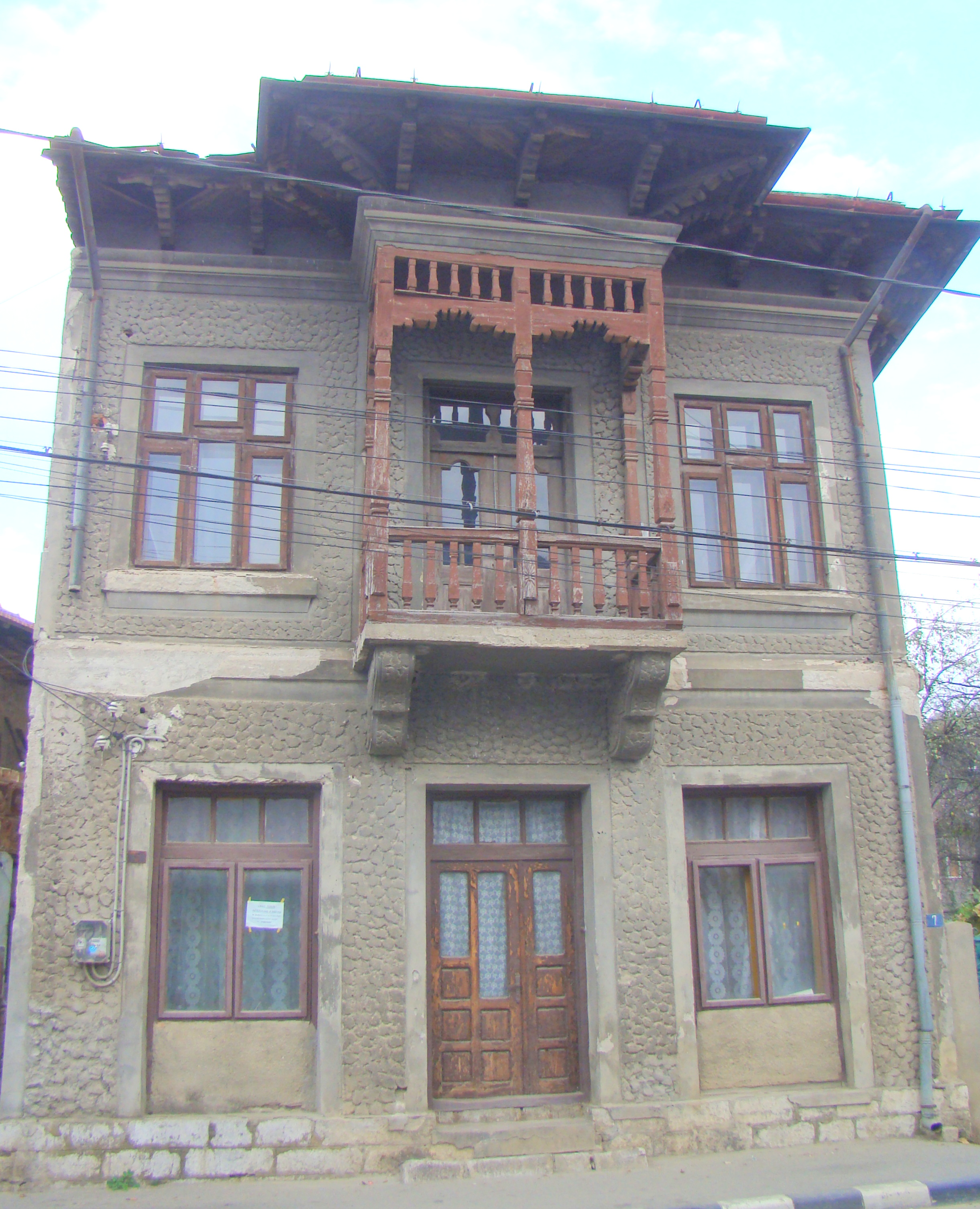
Casă, str.Republicii nr.7 (monument istoric)
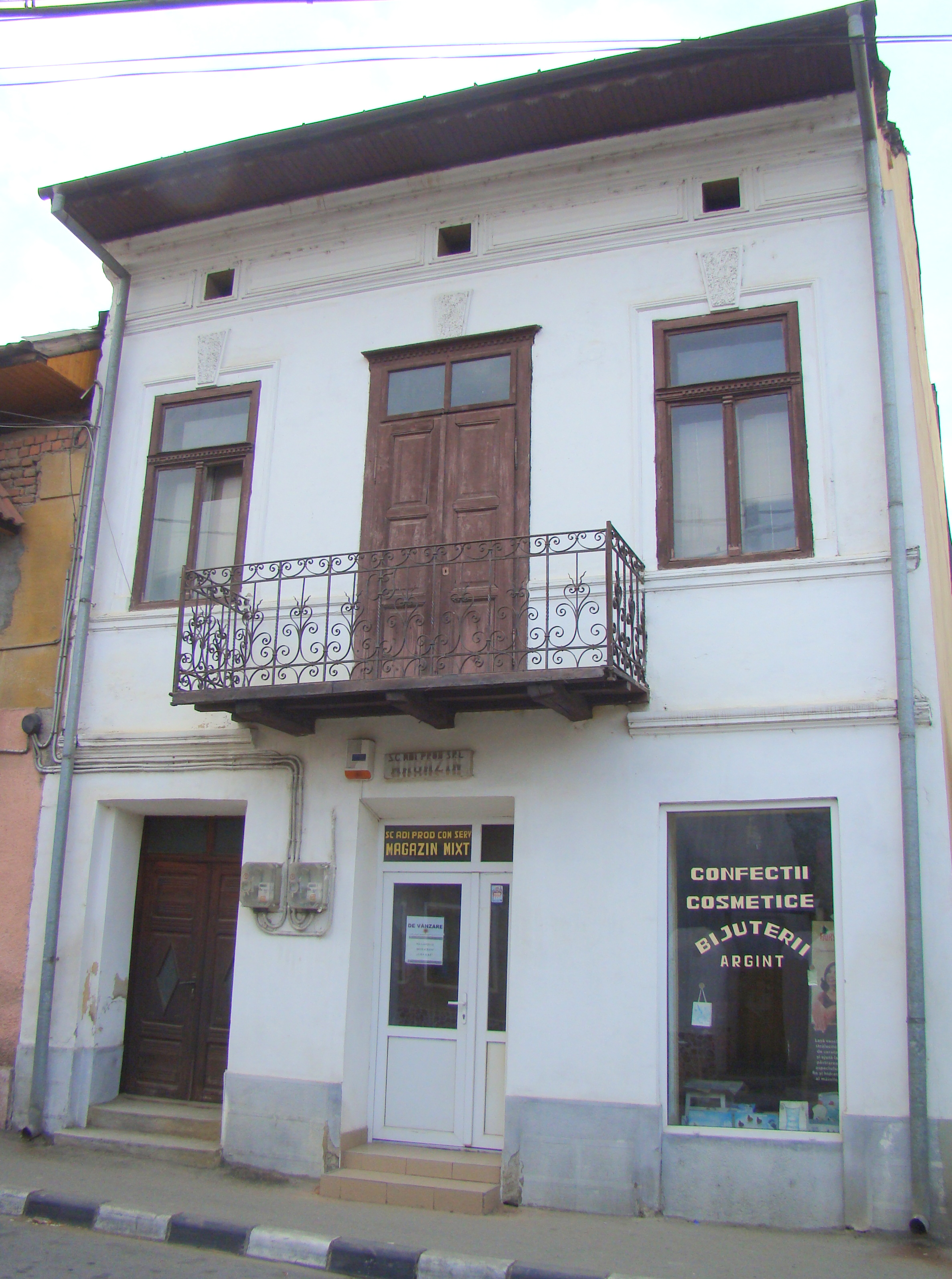
Casă pe Calea Victoriei (monument istoric)
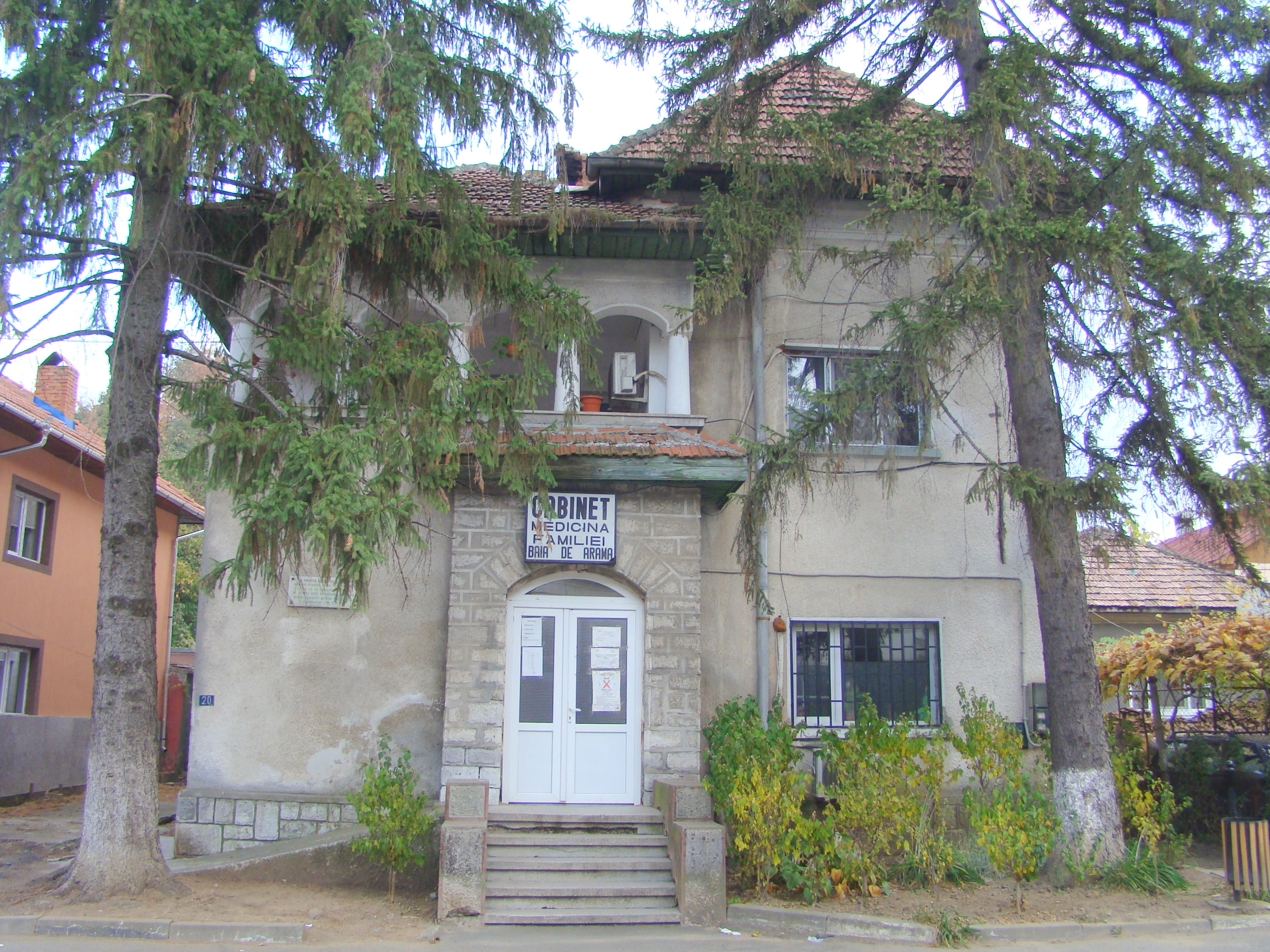
Casă pe Calea Victoriei (monument istoric)
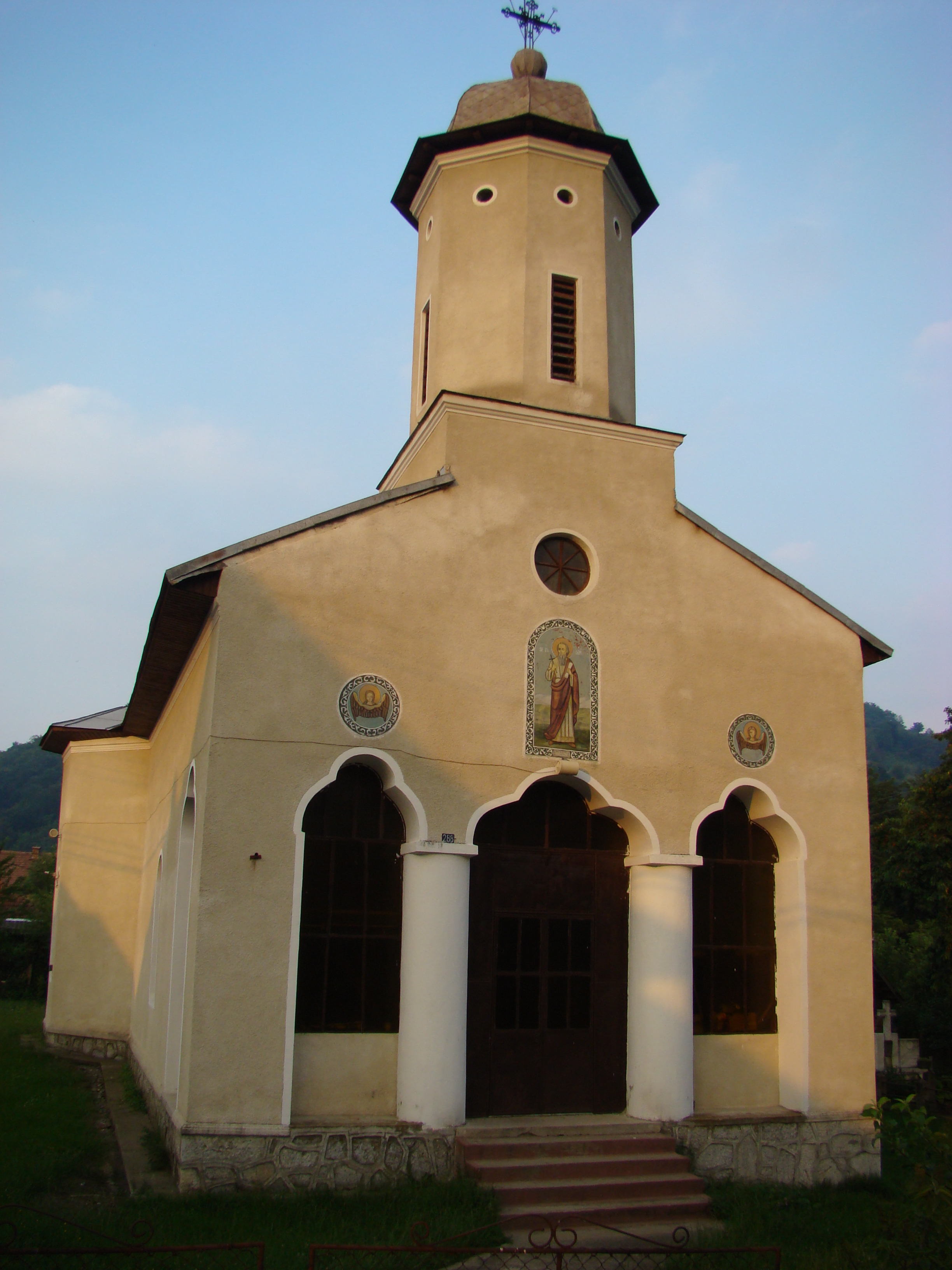
Biserica din satul aparținător Mărășești
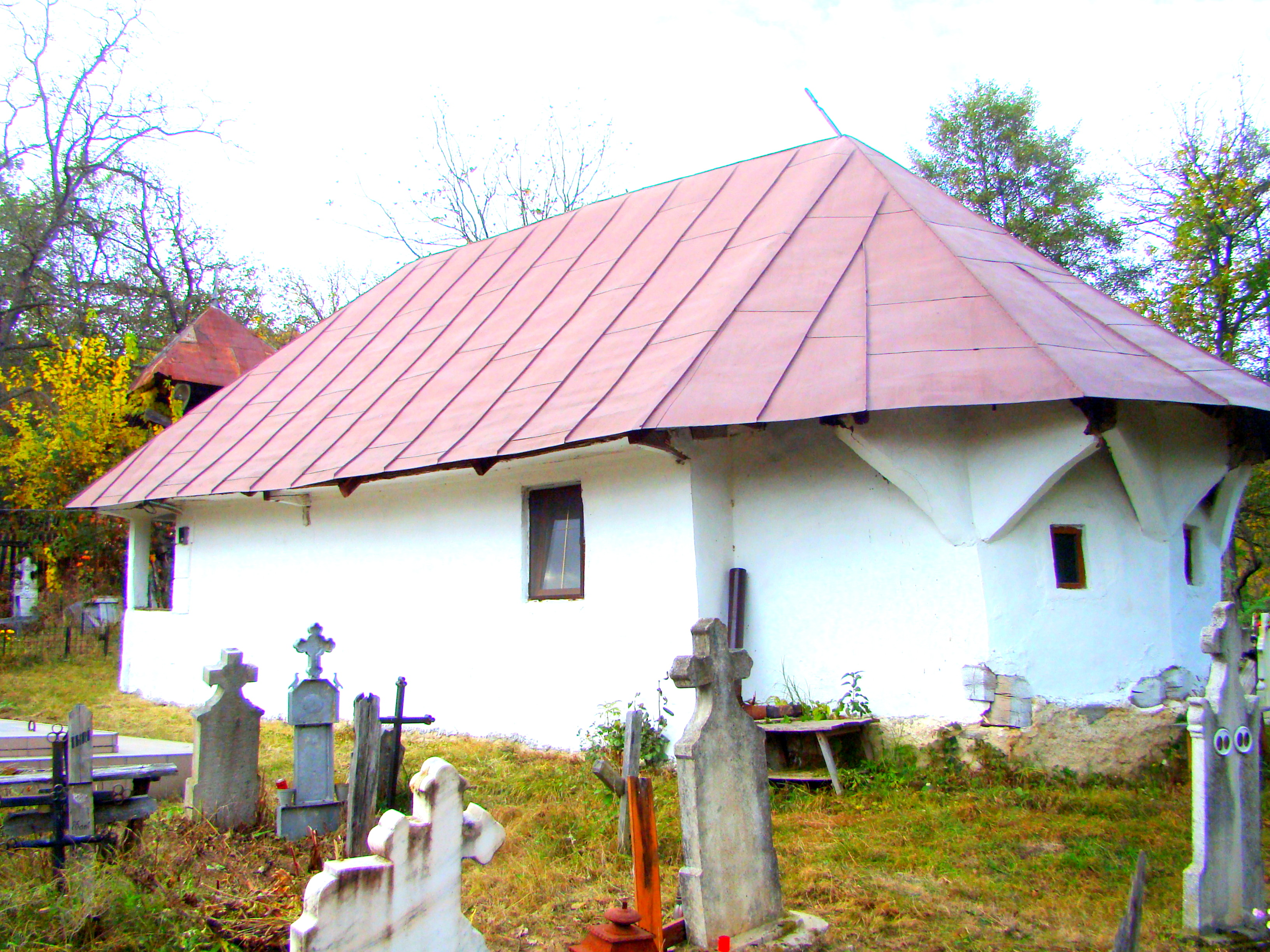
Biserica de lemn din satul aparținător Pistrița (monument istoric)
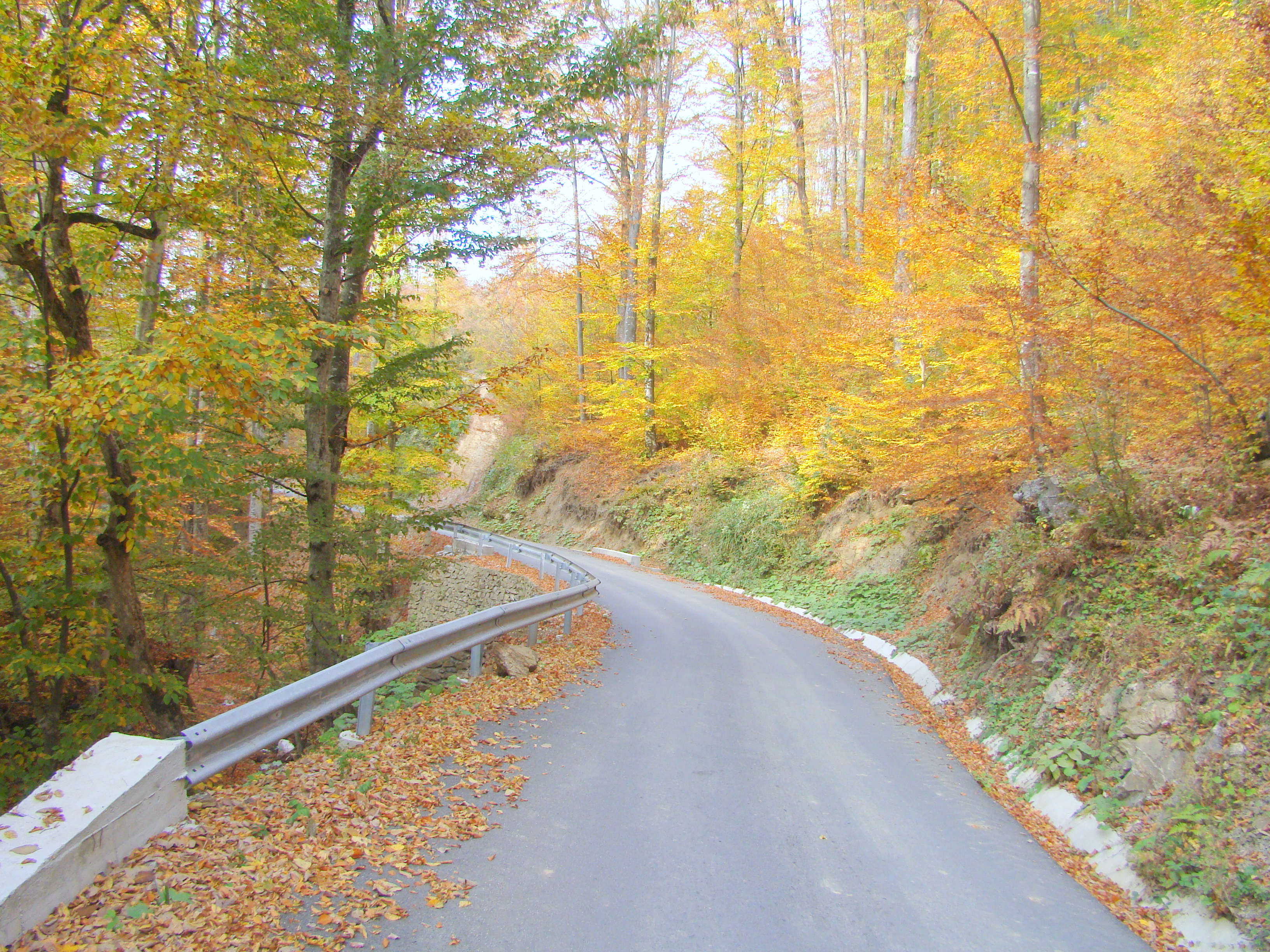
Drumul spre satul Pistrița
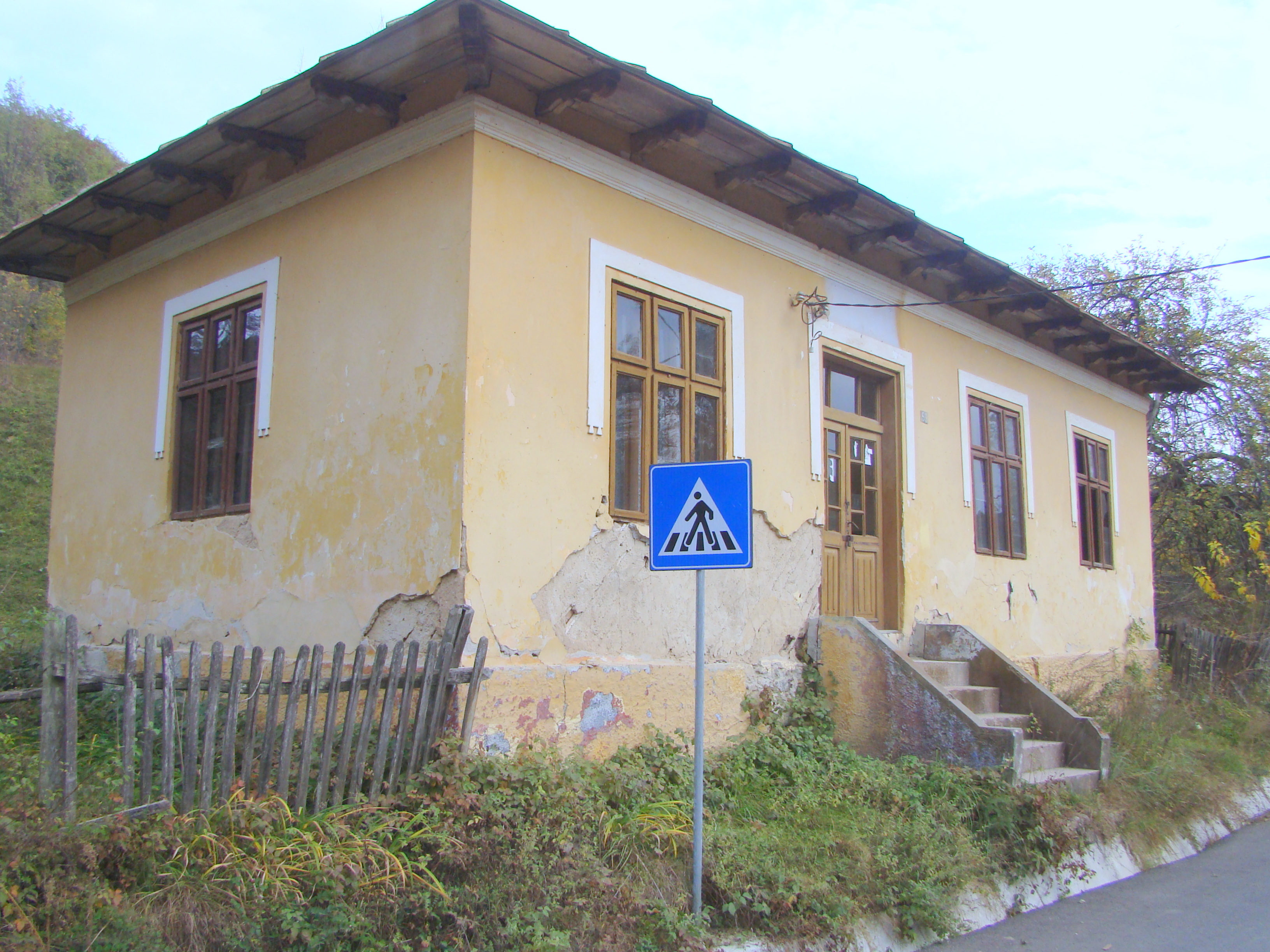
Clădirea fostei școli